# Universidade de Wenzhou
A Universidade de Wenzhou (WZU; chinês tradicional: 溫州大學, chinês simplificado: 温州大学, pinyin: Wēnzhōu dàxué) é uma universidade pública abrangente na cidade de Wenzhou, província de Zhejiang, China.
Em março de 2021, a escola possui dois campi. A área do prédio escolar é de 996.500 metros quadrados, o valor total do equipamento de ensino e pesquisa científica é de 794 milhões de yuans e a coleção de livros em papel é de 2.315.700. Existem 20 faculdades e 46 cursos de graduação.
Há 1 estação de pesquisa de pós-doutorado, 18 pontos de autorização de mestrado da disciplina de primeiro nível e 17 pontos de autorização de mestrado.

## História
A Universidade de Wenzhou foi fundada através da fusão da Faculdade Normal de Wenzhou estabelecida em 1956 e da antiga Universidade de Wenzhou, que foi criada em 1984.

## Ligação externa
- Página oficial